# Ashleigh Ball
Ashleigh Ball (Vancouver, 31 de marzo de 1983) es una actriz de doblaje y cantante canadiense. Es conocida por prestar su voz a personajes en varias películas y series de televisión de juguetes, en particular la saga de películas de Barbie, Bratz, Johnny Test, Ositos Cariñositos: Aventuras en Quiéreme Mucho, Littlest Pet Shop, Las aventuras en Berry Bitty de Rosita Fresita, My Little Pony: La magia de la amistad, LoliRock y The Deep.  Es la protagonista del documental A Brony Tale, dirigido por Brent Hodge, que la sigue a través de sus primeras interacciones con la comunidad brony en la BronyCon 2012.  También es miembro de la banda de pop rock Hey Ocean!. Es conocida por interpretar a Rainbow Dash y Applejack de la serie de televisión My Little Pony: Friendship is Magic y a Jay en la serie de Netflix Beat Bugs.

## Trayectoria
Ball nació como Ashleigh Adele Ball en Vancouver, Columbia Británica, Canadá, el 31 de marzo de 1983.
Ball ha encontrado seguidores a través de su banda Hey Ocean! y de los bronies, los fans adultos de la serie de televisión My Little Pony: Friendship Is Magic, serie en la que pone voz y canta como dos de los seis personajes principales, Applejack y Rainbow Dash. Ball ha asistido a varias convenciones de fans de My Little Pony, como la BronyCon y la Everfree Northwest como invitada de honor. Ball declaró en su documental A Brony Tale, en el que ella es el tema principal: «Es (My Little Pony) una parte realmente importante de la vida de mucha de esta gente. Así que sí, mientras My Little Ponies exista, habrá bronies».
El 2 de mayo de 2017 estrenó el vídeo musical «Crazy» y el 2 de junio lanzó su EP debut en solitario Gold in You.

## Filmografía
- Edgar and Ellen (2005)[10][11]
- The  Collector (2005)
- Trollz (2005)
- Barbie  in the 12 Dancing Princesses (2006)[11]
- The  Barbie Diaries (2006)[11]
- Black  Lagoon (2006)
- Shakugan no Shana (2006)
- Bratz (2007)[11]
- Jibber  Jabber (2007)
- Care  Bears: Adventures in Care-a-lot (2007)
- Ricky  Sprocket: Showbiz Boy (2007)
- Care  Bears: Oopsy Does It! (2007)
- Edison  & Leo (2008)
- Death  Note (2008)
- Barbie  Presents: Thumbelina (2009)
- Cosmic  Quantum Ray (2009)
- Care  Bears: The Giving Festival (2010)
- Strawberry Shortcake's Berry Bitty Adventures (2010)
- My  Little Pony: Friendship is Magic (2010-2019)[11]
- Voltron Force (2011)
- Iron  Man: Armored Adventures (2011)
- Thor:  Tales of Asgard (2011)
- Barbie: The Princess and the Popstar (2012)
- Barbie  in A Mermaid Tale 2 (2012)
- Littlest Pet Shop (2012-2016)
- Pac-Man and the Ghostly  Adventures (2013)
- My  Little Pony: Equestria Girls - Los Juegos de la Amistad (2015)
- My  Little Pony: Equestria Girls (2013)
- Heavenly Sword (2014)
- My  Little Pony: Equestria Girls - Rainbow Rocks (2014)
- Dinotrux (2015-2018)
- My  Little Pony: La Película (2017)[11]
- Sonic  Prime (2022)

## Series
- Beat Bugs (2016)[11][12]

## Discografía
- Triceratops (2004)
- Rainy Day Songs (2005)
- Big Blue Wave (2011)
- IS Acoustic Sessions (2013)
- Gold in You (EP) (2017)[13]
- Before All the Magic's Gone (2021)